# Cyclospora angimurinensis
Cyclospora angimurinensis – gatunek pasożytniczych pierwotniaków należący do rodziny Eimeriidae z podtypu Apicomplexa, które kiedyś były klasyfikowane jako protista. Powoduje chorobę pasożytniczą zwaną cyklosporozą (Cyclosporosis). Występuje jako pasożyt gryzoni. C. angimurinensis cechuje się oocystą zawierającą dwie sporocysty. Z kolei każda sporocysta zawiera dwa sporozoity.
Obecność tego pasożyta stwierdzono u Chaetodipus hispidus należącego do rzędu gryzoni (Rodentia).